# Asthenotricha nesiotes
Asthenotricha nesiotes är en fjärilsart som beskrevs av Claude Herbulot 1954. Asthenotricha nesiotes ingår i släktet Asthenotricha och familjen mätare. Inga underarter finns listade i Catalogue of Life.